# Christian Palin
Pour les articles homonymes, voir Palin.
Christian Palin est un chanteur finlandais d'origine uruguayenne né le 1er février 1978 à Montevideo. 
Il fait partie du groupe Random Eyes à partir de 2001. Il a été le chanteur du groupe de metal progressif français Adagio, dont le 4e album Archangels in Black est sorti chez Listenable Records début 2009. En 2010, il quitte le groupe Adagio en étant remplacé par Mats Levén. Il fait également partie du groupe de power metal mélodique finlandais Essence Of Sorrow. En 2014, il devient membre de Magic Kingdom.